# Paragomphus lineatus
Paragomphus lineatus – gatunek ważki z rodziny gadziogłówkowatych (Gomphidae).